# Heterocapillus
Heterocapillus is een geslacht van wantsen uit de familie van de Miridae (Blindwantsen). Het geslacht werd voor het eerst wetenschappelijk beschreven door Wagner in 1960.

## Soorten
Het genus bevat de volgende soorten:

- Heterocapillus brevicornis (Reuter, 1899)
- Heterocapillus cavinotum Wagner, 1973
- Heterocapillus genistae (Lindberg, 1948)
- Heterocapillus niger (Wagner, 1966)
- Heterocapillus nitidus (Horváth, 1905)
- Heterocapillus perpusillus (Wagner, 1960)
- Heterocapillus pici (Reuter, 1899)
- Heterocapillus schmiedeknechti (Reuter, 1899)
- Heterocapillus tigripes (Mulsant & Rey, 1852)
- Heterocapillus validicornis (Reuter, 1876)
- Heterocapillus validus (Reuter, 1901)